# ゴジカル!
『ゴジカル!』は、2008年9月29日から四国放送（JRT）で放送されている情報ワイド番組である。

## 番組概要
前番組『530フォーカス徳島』をリニューアルする形でスタート。徳島県内の最新ニュースや天気予報、流行や話題を伝える情報番組である。番組開始時、女性キャスターには当時現役の大学生でありながら放送開始日付けで四国放送のアナウンサーとして入社した2名を起用していた。2人は2011年3月に番組を卒業し、四国放送を退社した。また、番組開始時、コメンテーターは各曜日レギュラーコメンテーター1人、ゲストコメンテーター1人の計2人だった。
番組は毎日、視聴者からの様々な意見をメールとFAXで募集している。川柳の募集（火曜日）や画像企画（金曜日）もある。また、チャットモンチーなどの著名人が訪れる時もあり、番組冒頭でキャスターの榎本真也が紹介する。
年末年始や祝日には放送を休止する（一部例外あり、詳細は後述）。この場合、2016年3月までは穴埋め番組（主に単発番組）が放送されていたが、2016年4月からは、『JRT news every.とくしま』の番組タイトルで『news every.・第2部』を臨時で同時フルネットするようになった。また、2011年から毎年3月11日東日本大震災報道特別番組や2009年から2022年までの毎年3月下旬または4月上旬の日本野球機構開幕戦DRAMATIC BASEBALLプロ野球中継には放送を休止する。

## 番組の歴史
- 2008年9月29日：『5時からローカル ゴジカル!』と題してスタート。
- 2011年3月28日：番組リニューアル。
- 2011年4月1日：放送開始時間が16:53となり、7分拡大されるとともに17時開始でなくなったことに伴い、番組名が『ゴジカル!』に変更された。
- 2012年12月24日：振替休日だが年内放送最終日のため、放送した。（祝日放送1回目）
- 2013年1月8日：1000回記念放送のため、この日の放送開始時間が16:23となり、放送時間が90分間となった。
- 2013年9月30日：16:50から直前番組として『まもなくゴジカル!』の放送を開始。
- 2016年3月31日：16:50から直前番組として放送されてきた『まもなくゴジカル!』の放送を終了。
- 2016年4月1日：news every.第1部 徳島ローカルパート枠内で『今日のゴジカル!』を内包。
- 2017年3月28日：2000回放送。
- 2017年4月3日：放送開始時間が16:50となり、3分拡大。
- 2018年10月8日：祝日だがゴジカル!10周年記念のため、放送した。（祝日放送2回目）
- 2019年9月24日：ゴジカル!スタジオセットリニューアル[4]。
- 2019年10月1日：ゴジカル!再放送を開始。
- 2019年10月14日：祝日だがゴジカル!秋のクイズまつり開催のため、放送した。（祝日放送3回目）
- 2024年4月1日：放送開始時間が16:45となり、5分拡大。
- 2025年3月31日：ゴジカル!スタジオセット床のみリニューアル

## 現在（2025年3月31日以降）の出演者
氏名を太字で記した者は四国放送の現職アナウンサーで、曜日が記されている者は原則として記載された曜日のみの出演・担当。

| 月曜日                               | 火曜日                                  | 水曜日                              | 木曜日                              | 金曜日                                    |
| メインキャスター                     | メインキャスター                        | メインキャスター                    | メインキャスター                    | メインキャスター                          |
| ------------------------------------ | --------------------------------------- | ----------------------------------- | ----------------------------------- | ----------------------------------------- |
| 榎本真也                             | 榎本真也                                | 榎本真也                            | 榎本真也                            | 外谷光                                    |
| 緒方ゆい                             | 緒方ゆい                                | 緒方ゆい                            | 黒川麗海                            | 緒方ゆい                                  |
| アシスタントMC                       |                                         |                                     |                                     |                                           |
| 石井隆智                             | 黒川麗海 野口七海                       | 石井隆智 島川未有 森本晴香 黒川麗海 | （不在）                            | （不在）                                  |
| お天気キャスター（気象予報士）       |                                         |                                     |                                     |                                           |
| 佐々木聖夏                           |                                         |                                     |                                     |                                           |
| コメンテーター                       |                                         |                                     |                                     |                                           |
| 筒井則行 シャベルズ 中山女子短期大学 | 北島康雄 大栗弘昴 野々村まり 長谷川加奈 | 犬伏まり FUJIKEN SAKI 稲垣宗員      | 青木成実 尾崎恵里 井ノ上陽水 西山雄 | 加渡いづみ 佐々木海 長谷川加奈 シャベルズ |
| 中継リポーター                       |                                         |                                     |                                     |                                           |
| （不在）                             | 外谷光 石井隆智                         | （不在）                            | 野口七海                            | 長谷川加奈                                |

## 出演者

### キャスター（MC）
キャスターはいずれも、四国放送アナウンサー。

#### メインMC（月 - 木曜日）
- 榎本真也（3代、2019年4月2日 - ） - 番組開始からアシスタントMC、火曜日の「ゴチかる!中継」、木曜日の「ゴジカル!中継」を担当していた。

#### メインMC（月 - 火曜日）
- 緒方ゆい（月-火曜2023年4月3日 - ）

#### メインMC（水 - 金曜日）
- 島川未有（2023年4月5日- ）

#### メインMC（金曜日）
- 外谷光（2023年4月7日 - ）

#### アシスタントMC
- 遠藤貴巳（2016年3月28日 - ） - 火曜日の「ゴチかる!中継」、木曜日の「ゴジカル!中継」、月1回の「ゴジ×スマ」を担当。
- 島川未有（2011年3月28日 - 2014年3月24日、2016年3月28日 - ） - 火曜日の「ヴォルティス通信」を担当。
- 野口七海 - 水曜日の特集を担当。
- 緒方ゆい（2022年4月 - ） - 月曜日の「ゴジカル!スイーツ予想」を担当。

### コメンテーター
| 期間                   | 月曜日                                                        | 火曜日                                                 | 水曜日                                  | 木曜日                                                                            | 金曜日                                                                              |
| ---------------------- | ------------------------------------------------------------- | ------------------------------------------------------ | --------------------------------------- | --------------------------------------------------------------------------------- | ----------------------------------------------------------------------------------- |
| 2020.3.30 - 2020.7.3   | 野々村まり 原田葉月 みっとしー                                | 岡秀昭 松本由里子 筒井則行                             | 加渡いづみ 西村博 青木成実              | 犬伏まり 長谷梓 福富弥生                                                          | 塩野昭一 野村みどり セカンドストーリー長谷川加奈 シャベルズ                         |
| 2020.7.6 - 2020.10.2   | 野々村まり 原田葉月 みっとしー                                | 岡秀昭 松本由里子 西村博                               | 加渡いづみ 筒井則行 青木成実            | 犬伏まり 長谷梓 福富弥生                                                          | 塩野昭一 野村みどり セカンドストーリー長谷川加奈 シャベルズ                         |
| 2020.10.5 - 2020.12.25 | 野々村まり 原田葉月 みっとしー 篠本晴輝                       | 岡秀昭 松本由里子 西村博                               | 加渡いづみ 筒井則行 青木成実            | 犬伏まり 長谷梓 福富弥生                                                          | 塩野昭一 野村みどり セカンドストーリー長谷川加奈 シャベルズ                         |
| 2021.1.11 - 2021.1.22  | 野々村まり 原田葉月 みっとしー 篠本晴輝                       | 岡秀昭 松本由里子 西村博                               | 加渡いづみ 筒井則行 青木成実            | 犬伏まり 長谷梓 浪越あゆみ                                                        | 塩野昭一 野村みどり セカンドストーリー長谷川加奈 シャベルズ                         |
| 2021.1.25 - 2021.3.26  | 野々村まり 原田葉月 みっとしー                                | 岡秀昭 松本由里子 西村博                               | 加渡いづみ 筒井則行 青木成実            | 犬伏まり 長谷梓 浪越あゆみ                                                        | 塩野昭一 野村みどり セカンドストーリー長谷川加奈 シャベルズ                         |
| 2021.3.29 - 2021.5.7   | 野々村まり 松本由里子 谷田成吾                                | 西村博 浪越あゆみ 北島康雄                             | 筒井則行 原田葉月 シャベルズ            | 犬伏まり 青木成実 みっとしー 中山女子短期大学                                     | 加渡いづみ 松本由里子 セカンドストーリー長谷川 菅省士朗 わたを                      |
| 2021.5.10 - 2022.4.1   | 野々村まり 谷田成吾 福富弥生 セカンドストーリー長谷川(隔週)   | 原田葉月 浪越あゆみ 青木成実 北島康雄 シャベルズ(隔週) | 筒井則行 シャベルズ 森本晴香            | 犬伏まり みっとしー 大杉まや(隔週) 菅省士郎(隔週) 西村博 セカンドストーリー長谷川 | 加渡いづみ 松本由里子 セカンドストーリー長谷川                                      |
| 2022.4.4 - 2023.2.3    | 野々村まり 谷田成吾 福富弥生 セカンドストーリー長谷川(隔週)   | 北島康雄 原田葉月 青木成実 シャベルズ(隔週)            | 筒井則行 シャベルズ 稲垣宗員            | 犬伏まり 西村博 大杉まや(隔週) 菅省士郎(隔週) セカンドストーリー長谷川            | 加渡いづみ 松本由里子 みっとしー 中山女子短期大学 森本晴香 セカンドストーリー長谷川 |
| 2023.2.6 - 2023.3.31   | 野々村まり 福富弥生 セカンドストーリー長谷川(隔週)            | 北島康雄 原田葉月 青木成実 シャベルズ(隔週)            | 筒井則行 シャベルズ 稲垣宗員            | 犬伏まり 西村博 大杉まや(隔週) 菅省士郎(隔週) セカンドストーリー長谷川            | 加渡いづみ 松本由里子 中山女子短期大学 森本晴香 セカンドストーリー長谷川            |
| 2023.4.3 - 2024.3.29   | 筒井則行 シャベルズ 中山女子短期大学 セカンドストーリー長谷川 | 北島康雄 石丸佐知 加渡いづみ シャベルズ                | 犬伏まり SAKI FUJIKEN 森本晴香 稲垣宗員 | 丸高愛実 佐々木海 尾崎恵里 セカンドストーリー長谷川                               | 野々村まり 青木成実 福富弥生 セカンドストーリー長谷川                               |
| 2024.4.1 - 現在        | 筒井則行 シャベルズ 中山女子短期大学 セカンドストーリー長谷川 | 北島康雄 加渡いづみ 青木成実                           | 犬伏まり SAKI FUJIKEN 稲垣宗員          | 丸高愛実 大栗弘昴 尾崎恵里 シャベルズ 森本晴香                                    | 野々村まり 佐々木海 福富弥生 セカンドストーリー長谷川                               |

月曜日
- 野々村まり（「あわわfree」「Geen」「ワイヤーママ」編集長兼広報部長、愛称『のんの』、徳島市出身、月曜2017年4月3日 - ）火曜→木曜→月曜 - 「子育てお役立ち情報・0123（おいっちにーさん!）」を担当。
- 谷田成吾（徳島インディゴソックス取締役兼球団代表、2021年3月22日ゲスト出演、2021年3月29日 - ） - 「谷田成吾球団代表のインディゴ・アイ」を担当。
- 福富弥生

火曜日
- 北島康雄（コミックバンド「四星球」、2021年3月30日 - ）
- 西村博（「日本ほめる達人協会」認定講師・家事専門アドバイザー、火曜2020年7月7日 - ）水曜→火曜
- 浪越あゆみ（マナーアドバイザー講師、アンガーマネージメントファシリテーター、元キャビンアテンダント、2018年8月16日ゲスト出演[5]、木曜2021年1月14日[6] - 2021年3月25日、火曜2021年3月30日 - ）木曜→火曜

水曜日
- 筒井則行（元ワイヤーママ編集長、絵本画家、元舞台俳優、愛称『ゴリ』、月曜2017年4月3日 - 、火曜 - 2020年7月1日、水曜2020年7月8日 - ）月曜→火曜→水曜 - 「人情グルメ旅ゴリシャス」を担当。
- 原田葉月（現代書家、阿南市出身、2017年6月5日ゲスト出演[7]、木曜2017年10月5日[8] - 2020年3月26日[9]、月曜2020年3月30日[10] - 2021年3月22日[11]）木曜→月曜→水曜 - 「葉月の美文字レッスン」を担当。
- シャベルズ（コンビMC、金曜 2018年 - 2020年3月19日、水曜2021年3月31日 - ）金曜→水曜 - 「最新映画情報」を担当。

木曜日
- 犬伏まり（日本テレビ「news　every.」リポーター、タレント、ファッションモデル、2014年2月4日ゲスト出演、2014年4月4日 - ） - 「マリスタグラム」を担当。
- 青木成実（ファッションモデル、画家、阿波踊り「奴連」女踊りリーダー、水曜2019年8月7日 - 2021年3月24日、木曜2021年4月1日 - ）水曜→木曜
- みっとしー（お笑い芸人、吉本興業の「あなたの街に住みますプロジェクト」徳島県代表、木曜隔週レギュラー、月曜2019年4月15日 - 2021年3月22日、木曜2021年4月1日 - ）月曜→木曜
- 中山女子短期大学（お笑い芸人、吉本興業の「あなたの街に住みますプロジェクト」徳島県代表、木曜隔週レギュラー、月曜 - 木曜2021年4月8日 - ）月曜→木曜
- 大杉まや（食研究家、つむぎカフェオーナー）2022年4月 -「LOVEメシ」を担当。

金曜日
- 加渡いづみ（四国大学短期大学部教授、ファイナンシャルプランナー、水曜 - 2021年3月24日、金曜2021年4月2日 - ）水曜→金曜 - 「くらしの泉」を担当。
- 松本由里子（フリーリポーター、火曜 -2021年3月23日、月曜2021年3月29日 - 2021年4月26日、金曜2021年4月2日 - ）火曜→月曜・金曜→金曜
- 菅省士朗（トラットリアSUGATTiiiオーナーシェフ、2021年4月2日 - ） - 「LOVEメシ」を担当。2022年4月からは木曜に。
- セカンドストーリー長谷川（お笑い芸人、本名「長谷川加奈」、2016年4月1日 - ）

不定期レギュラー
- 木戸弥生 - GTA1期生
- 濱田綺羅星 - GTA3期生
- 四星球
- JaaBourBonz
- ずばり!タコ介（吉本興業）

### リポーター（レギュラー）
| 期間             | 月曜日   | 火曜日                | 水曜日   | 木曜日                   | 金曜日                   |
| ---------------- | -------- | --------------------- | -------- | ------------------------ | ------------------------ |
| 2021.3.29 - 現在 | 豊成春子 | 大坪奈津子 みっとしー | 筒井則行 | セカンドストーリー長谷川 | セカンドストーリー長谷川 |

月曜日
- セカンドストーリー長谷川（お笑い芸人）（隔週）
- みっとしー（お笑い芸人）か中山女子短期大学（お笑い芸人、2019年4月15日 - ）（毎週交代出演）

火曜日
- HILL STONE（福島県出身の2人組音楽ユニット）
  - 岡田正紀
  - 石田勇己

水曜日
- （特になし）

金曜日
- セカンドストーリー長谷川（お笑い芸人）

月曜日 - 金曜日
- ゴジカル!タレントアカデミー第1期生、第2期生、第3期生、第4期生、第5期生

### ゲスト
- 篠原彩奈（あすたむらんど徳島展示担当、2010年12月16日、2011年12月16日、2013年3月14日）
- 上野優華（女優、歌手）
- 丸山純奈（歌手）
- 里崎智也（野球解説者、野球評論家）
- 新崎人生（プロレスラー）
- 勘緑（浄瑠璃人形遣い）
- 河野佑紀（狂言師）

以上の人物の他にも、放送当日に扱う話題に沿った人物が出演する場合もある。

### 過去の出演者
| 期間      | 期間      | メインMC    | メインMC | メインMC   | メインMC   | メインMC            | アシスタントMC                                        |
| 期間      | 期間      | 男性        | 男性     | 女性       | 女性       | 女性                | アシスタントMC                                        |
| 期間      | 期間      | 月 - 木曜日 | 金曜日   | 月・火曜日 | 水・木曜日 | 金曜日              | アシスタントMC                                        |
| --------- | --------- | ----------- | -------- | ---------- | ---------- | ------------------- | ----------------------------------------------------- |
| 2008.9.29 | 2011.3.25 | 保岡栄二    | 保岡栄二 | 渡辺理奈恵 | 渡辺理奈恵 | 渡辺理奈恵          | 榎本真也 井手麻実                                     |
| 2011.3.28 | 2012.3.30 | 保岡栄二    | 保岡栄二 | 中山千桂子 | 中山千桂子 | 中山千桂子          | 榎本真也 島川未有 村田千弥                            |
| 2012.4.2  | 2013.3.29 | 保岡栄二    | 保岡栄二 | 中山千桂子 | 中山千桂子 | 中山千桂子          | 榎本真也 島川未有                                     |
| 2013.4.1  | 2013.9.27 | 保岡栄二    | 保岡栄二 | 丹黑香奈子 | 丹黑香奈子 | 丹黑香奈子          | 榎本真也 島川未有                                     |
| 2013.9.30 | 2014.3.28 | 森本真司    | 森本真司 | 丹黑香奈子 | 丹黑香奈子 | 丹黑香奈子          | 榎本真也 島川未有                                     |
| 2014.3.31 | 2014.9.26 | 森本真司    | 森本真司 | 丹黑香奈子 | 丹黑香奈子 | 丹黑香奈子          | 榎本真也 森本晴香                                     |
| 2014.9.29 | 2016.3.25 | 森本真司    | 森本真司 | 丹黑香奈子 | 丹黑香奈子 | 丹黑香奈子          | 榎本真也 森本晴香 寺島啓太 小玉晋平                   |
| 2016.3.28 | 2017.3.24 | 森本真司    | 森本真司 | 長谷川朋加 | 長谷川朋加 | 長谷川朋加          | 榎本真也 森本晴香 小玉晋平 島川未有 遠藤貴巳          |
| 2017.3.27 | 2017.9.22 | 森本真司    | 森本真司 | 長谷川朋加 | 長谷川朋加 | 長谷川朋加          | 榎本真也 小玉晋平 島川未有 遠藤貴巳 梅山茜            |
| 2017.9.25 | 2019.3.29 | 森本真司    | 森本真司 | 長谷川朋加 | 長谷川朋加 | 長谷川朋加          | 榎本真也 小玉晋平 島川未有 遠藤貴巳 梅山茜 江間丈     |
| 2019.4.1  | 2020.3.27 | 榎本真也    | （不在） | 大坪奈津子 | 大坪奈津子 | 中山千桂子 島川未有 | 小玉晋平 遠藤貴巳 島川未有 梅山茜 江間丈 戸田あゆみ   |
| 2020.3.30 | 2020.6.5  | 榎本真也    | （不在） | 大坪奈津子 | 大坪奈津子 | 中山千桂子 島川未有 | 小玉晋平 遠藤貴巳 島川未有 江間丈 戸田あゆみ          |
| 2020.6.8  | 2021.3.26 | 榎本真也    | （不在） | 大坪奈津子 | 大坪奈津子 | 中山千桂子 島川未有 | 小玉晋平 遠藤貴巳 島川未有 江間丈 戸田あゆみ 豊成春子 |
| 2021.3.29 | 2022.4.1  | 榎本真也    | 小玉晋平 | 島川未有   | 大坪奈津子 | 島川未有 大坪奈津子 | 遠藤貴巳 島川未有 豊成春子 野口七海                   |
| 2022.4.4  | 2023.3.31 | 榎本真也    | 小玉晋平 | 島川未有   | 豊成春子   | 島川未有 豊成春子   | 遠藤貴己 島川未有 野口七海 緒方ゆい                   |
| 2023.4.3  | 現在      | 榎本真也    | 外谷光   | 緒方ゆい   | 島川未有   | 島川未有            | 遠藤貴己 島川未有 野口七海 緒方ゆい                   |

- 天気キャスター
  - 岡本広之（当時四国放送気象情報室、気象予報士、2008年9月29日番組開始 - ）
  - 宗我部英久（四国放送アナウンサー、気象予報士、金曜日）
- コメンテーター
  - 月曜日
    - 原田剛（ワイヤーオレンジ社長、愛称「たけぴ」、2008年9月29日番組開始 - 2011年9月26日） - 「今日のコラム」、「たけぴのHey　Men!」を担当。「たけぴのHey　Men!」のリポーターを務めていた。
    - 内藤佐和子（当時徳島活性化委員会代表、2011年4月25日ゲスト、2013年4月1日 - 2020年1月6日） - 2020年徳島市長選挙出馬に伴い降板。
    - 藤本浩司（藤本生花店代表・フローリスト） - 「Life with Flowers～暮らしに花を～」を担当。
    - 吉田直志（ワカバ園・フローリスト） - 「Life with Flowers～暮らしに花を～」を担当。

  - 火曜日
    - 樫田美雄（当時徳島大学准教授（社会学）、2008年9月30日 - 2009年12月）
    - 大西智城（真言宗願成寺住職、水曜日2008年10月1日 - 、火曜 - 2010年3月23日）水曜→火曜
    - 岡秀昭（阿波踊り「娯茶平連」連長、2010年3月30日 - 2021年3月23日）後述する川柳の最優秀作を決めている。
    - 岩佐乃介（あわわ代表取締役社長）
    - 川久保貴美子（服飾クリエイター、デザイナー、北島町出身、2017年4月4日 - ）

  - 水曜日
    - 板東道生（徳島ヴォルティス スタジアムDJ・シンガーソングライター） - 「ヴォルティス通信」を担当。

  - 木曜日
    - 饗場和彦（徳島大学教授（人間社会学科）、2008年10月2日 - 2012年4月19日） - 「ニュース丸わかり」を担当。
    - 山本準（鳴門教育大学教授、2011年4月14日、2011年6月30日、2011年11月10日、2012年4月12日）
    - 滑川里香（上勝町いろどり社長秘書、2010年1月6日-2013年12月26日）水曜→木曜
    - 福富弥生（シンガーソングライター、作曲家、元GTA1期生、2017年4月6日 - 2020年12月24日） - 産前産後休業に伴い降板。
    - 長谷梓（数秘術占い師、似顔絵イラストレーター、元モデル、愛称「AZ」、2015年10月20日ゲスト出演[12]、2017年3月21日[13] - 2021年3月25日）火曜→月曜→木曜 - 「AZのイラスト予報」を担当。2021年4月2日から「AZのしあわせメッセージ」を担当。占いのメッセージのみで出演は無し。

  - 金曜日
    - 武田真由美（ファイナンシャルプランナー、2008年10月3日 - 2010年9月） - 「武田真由美の節約料理」を担当
    - 田中美和（フードコーディネーター、2010年10月1日 - 2017年9月29日） - 「田中美和のスマイルクッキング」を担当
    - 塩野昭一（カリフォルニア割烹Shionoオーナーシェフ・隔週レギュラー、2017年10月6日 - 2021年3月19日） - 「金曜レストラン」を担当。
    - 野村みどり（料理教室主宰・隔週レギュラー、愛称「ミドリーヌ」、2017年10月13日 - 2021年3月12日） - 「金曜レストラン」を担当。
    - 清水直樹（初代イオンシネマ徳島総支配人） - 「最新映画情報」を担当。
    - 紺野雅裕（イオンシネマ徳島総支配人、 - 2020年2月14日） - 「最新映画情報」を担当。
    - わたを - （お弁当インスタグラマー、2021年4月 - 2022年3月）「LOVEメシ」を担当。
- ゲストコメンテーター
  - 源純夏（元競泳選手、2008年9月29日、2009年3月9日、2009年8月3日） - 番組第1回のゲストコメンテーター。
  - 滑川里香（上勝町いろどり社長秘書、2008年10月9日、2009年7月7日） - 後にレギュラーコメンテーターになる。
  - 冨浦智嗣（俳優、2008年10月20日）
  - 佐々木聡美（ゼロ・ウェイストアカデミー、2008年10月27日）
  - 清水均（当時現代用語の基礎知識編集長、2008年11月24日）
  - 田中美和（フードコーディネーター、2008年12月22日、2009年2月16日） - 後にレギュラーコメンテーターになる。
  - 瀧誠司（弁護士、2009年1月26日）
  - 村上幸二郎（口笛奏者、2009年2月2日）
  - 徳重隆明（当時サッカー選手、2009年3月16日）
  - 佐藤久美（阿波踊り「娯茶平連」、2009年5月25日）
  - 小川洋子（アロマ・ドゥ・ローザ（ＡＲＯＭＡ・ＤＥ・ＲＯＳＥ）代表、2009年6月1日）
  - 平石香奈子（元四国放送アナウンサー、2009年6月8日、2009年12月7日）
  - カンタン・ブランドン（フランス人留学生、2009年6月15日）
  - 布川真奈美（徳島トールペイント教室 スタジオドット 主宰、2009年6月22日）
  - 小川貴士（ガーデンセンター四季彩店長、2009年7月13日）
  - 鬼武健二（当時Jリーグチェアマン、2009年7月27日）
  - 四宮賀代（阿波踊りグループ「虹」代表、2009年8月10日）
  - 岸田法子（ギャル釣り師、2009年8月24日）
  - 中川和也（ナカガワアド株式会社代表取締役、当時徳島青年会議所おもいやり青少年委員会委員長、2009年8月31日）
  - 川久保貴美子（服飾クリエイター、デザイナー、北島町出身、2009年9月7日） - 後にレギュラーコメンテーターになる。
  - song sparrow（ポップス・バンド、2009年9月14日） - メンバーは、キャス（ギター）、さっちん（ボーカル） 。
  - 近藤光（ufotable代表取締役社長、2009年10月5日）
  - 香西伸介（ＳＦＸアーティスト、2009年10月19日）
  - 竹内利夫（徳島県立近代美術館学芸員、2009年11月2日）
  - 藤井園苗（ゼロ・ウェイストアカデミー事務局長、2009年11月30日）
  - 出村丹雅草（華道草月流師範、2009年12月14日）
  - 小西昌幸（当時北島町立図書館・館長、2009年12月21日）
  - 茶谷英子（メイクアップアーティスト、2010年1月25日）
  - 梅本陽子（セルムス社長）
  - 椿欣也（俳優、歌手、舞踊家）
  - 丸岡いずみ
- リポーター（レギュラー）
  - キャンパスボーイ（お笑いコンビ、吉本興業の「あなたの街に住みますプロジェクト」徳島県代表）2016年いっぱいで卒業。
    - 清水啓史
    - 西浦直之

  - 山本大介 (吉本興業)ずばり!タコ介（お笑い芸人、2017年1月 - 2019年3月まで出演　　再度2019年5月 - 2019年9月まで出演　　現在2019年11月 - ）
  - セカンドストーリー（元・お笑いコンビ）
    - 櫻井貴恵（2016年4月1日 - ）

## 現在のコーナー

### 月曜日
「さすらいグルメ旅　ゴリシャス」（2020年7月8日 - ）
2020年7月8日から「人情グルメ旅　ゴリシャス」としてスタート。コメンテーターの筒井則行（ゴリさん）が徳島県内の飲食店を巡り、店主とふれあいながらおすすめメニューを堪能する。テイクアウト企画での食レポで放ったコメント「ゴリシャス」がコーナータイトルの由来。VTRの終盤ではお店の感想にピッタリな「名言」を紹介していた。
2022年4月6日からは「さすらいグルメ旅　ゴリシャス」にリニューアルした。VTR冒頭では「食は至福の一時　絶品グルメを求めて　暖簾をくぐる　さすらいグルメ旅　ゴリシャス」で始まる。VTRの終盤では名言に代わって「四字熟語」（月曜日に移ってからは「ことわざ」）を言うようになった。VTR中に流れるBGMとして「ポカスカジャン」のメンバー、タマ伸也が作った曲（「ゴリのバラッド」、「OH!BABY!愛しあってるかい」、「ライブハウスであいましょう」）が数多く流れている。
2023年3月いっぱいまでは水曜日のコーナーだった。
「最新映画情報」
最新の映画について予告編・あらすじなどを紹介する。2016年4月からは女子大生お笑いコンビセカンドストーリーがショートコントやフリップネタを交えつつ紹介する。櫻井引退後は「名場面で一言グランプリ」がスタート。パネラー陣が最新映画の1シーンをお題に一言大喜利に挑戦。イオンシネマ徳島の支配人が今日のMVPを決める。選ばれると1ポイント獲得し、5ポイント（2018年度は10ポイント）に達するとイオンシネマ徳島より豪華賞品が贈られる（予定）。大喜利は2019年度で終了。2020年4月からはコンビMCのシャベルズが紹介する。イオンシネマ徳島から視聴者プレゼント（イオンシネマ無料鑑賞券）がある。2021年3月19日までは金曜日。2023年3月までは水曜日。2023年4月より月曜日に移動。
「ゴジカル!CHANCE!!」（2022年10月 - )
「四国放送アプリ」でエントリーを受付。ゲーム内容は「神経衰弱」、3回のチャンスで6枚のパネルをめくってペアを揃える方式。挑戦者が「肉勢ギフト」をGETできなかった場合、「Wチャンス」が発生。番組最後に発表されるキーワードを入力して四国放送アプリから応募すれば、抽選で1人に「肉勢ギフト」が当たる。2023年4月から「Wチャンス」の内容が変更、「その回の「肉勢ギフト」が何番のパネルだったか」を2つとも入力して四国放送アプリから応募すれば抽選で1人に「肉勢の商品券3000円分」が当たる。2024年4月から月曜日と水曜日の週2回になった。
「E-mono　いいもの!」
毎回様々なテーマでおすすめの品物を榎本アナが紹介する。
「II-MONO いいもの!」
毎回様々なテーマでおすすめの品物を石井アナが紹介する。
「子育てお役立ち情報・0123（おいっちにーさん!）」（2019年4月15日 - ）※隔週
ワイヤーママに掲載されている内容を中心に野々村まりが子育てに役立つ情報を紹介・解説する。
「はせちゃんのどうぶつ王国」（2024年4月 - ）
どうぶつ王国の王様･長谷ちゃんが県内各地の愛くるしい動物達に会いに行く。
「ゴリさんの絵日記」（2024年4月 - ）
コメンテーターの筒井則行（ゴリさん）が得意のイラストを交えながら今、ゴリさんが感じているメッセージを送る。

### 火曜日
「どれがNo.1?ゴジカルスイーツ予想」（2017年4月3日 - ）
梅山アナが「スイーツ予想士　梅山茜丸」として県内のカフェなどに行き3つのスイーツを紹介＆試食　し、No.1（テーマは毎回変わる）はどれかを当てる。スタジオのパネラーもNo.1を予想し、的中すればご褒美として正解のスイーツを試食できたりする。また、正解ごとに1ポイント獲得し、最も早く10ポイントに到達すると特別なご褒美がもらえる（2023年3月いっぱいをもってポイントレースは廃止）。2018年9月3日放送分より、視聴者もメールで予想に参加できる（2022年11月28日放送分からは四国放送アプリからの参加も可能になった）ようになり、正解者の中から抽選で「その店のスイーツが食べられる引換券」がプレゼントされる。
2020年4月6日からは島川アナが「2代目スイーツ予想士　島川未有之助」として梅山アナの後任となった。2021年3月22日卒業。
2021年2021年3月29日からは豊成アナが「3代目スイーツ予想士　箱入り春子」として島川アナの後任になった。2022年3月28日卒業。 さらに、2022年4月4日からは入社したての新人アナ、緒方アナが「4代目スイーツ予想士　おがゆい」として豊成アナの後任となった。2025年3月12日卒業。2025年4月1日からは2年目アナの黒川アナが「5代目スイーツ予想士　つぐみん」として緒方アナの後任となった。
2023年3月いっぱいまでは月曜日のコーナーだった。
2023年3月いっぱいまでは水曜日のコーナーだった。
「超特急ひかる」(2023年4月 - ）
生中継で外谷アナが徳島県内の様々な達人の下を訪れ、「初心者でもここまでできれば大したもんだ」という課題にチャレンジする。生放送中に特訓を重ね、番組の最後にチャレンジし、成功か失敗かが決まる。
「超特急いしい」(2024年9月10日 - ）※不定期
生中継で石井アナが徳島県内の様々な達人の下を訪れ、「初心者でもここまでできれば大したもんだ」という課題にチャレンジする。生放送中に特訓を重ね、番組の最後にチャレンジし、成功か失敗かが決まる。外谷アナが代打MCまたは出張や夏休み等で欠席の場合のみのコーナー。
「四星球ミュージアム」（2024年4月 - ）
コメンテーターであり四星球シンガーである北島康雄がライブで訪れた全国各地で写した写真を交えながら近況を報告する。
「青木成実の美術館」（2024年4月 - ）
画家でモデルの青木成実が描いた一枚を紹介し、絵に込められた想いを紹介する。
（2024年4月 - ）
「世界一地味なトレーニング「ジミトレ」」※不定期
プロレスラーの新崎人生が人生100年時代をいつまでもイキイキと楽しむための世界一地味なトレーニング方法を紹介！
「シンガー・北島康雄さんに聞く 四星球最新情報」（2021年4月13日 - ）※不定期
「四星球シンガー・北島康雄の聞き足りなくて…」（2023年4月 - )　（隔週）
コメンテーターであり四星球シンガーである北島康雄がゲストと対談を繰り広げる

### 水曜日
「me you 麺」（2024年4月 - ）
島川未有の“推しMEN”は…誰が何と言っても“ラーメン”!アナウンサーという顔をかなぐり捨てて、ひたすら“推し麺”と向き合う!VTRはテレビ東京「孤独のグルメ」風にラーメンを紹介する。
「ゴジカル!CHANCE!!」（2024年4月 - )
「四国放送アプリ」でエントリーを受付。ゲーム内容は「神経衰弱」、3回のチャンスで6枚のパネルをめくってペアを揃える方式。「Ｗチャンス」は「その回の「肉勢ギフト」が何番のパネルだったか」を2つとも入力して四国放送アプリから応募すれば抽選で1人に「肉勢の商品券3000円分」が当たる。2024年4月から月曜日と水曜日の週2回になった。
「セカスト長谷川の徳島マル秘報告」（2017年4月28日 - ）※不定期
セカンドストーリーの長谷川が街行く人に突撃取材。様々なテーマや気になる話題で徳島県民の実態を掘って掘って掘り下げまくる。2024年4月から火曜日に異動。
「FUJIKEN&SAKIのLet’s DANCE」（2024年4月 - ）
プロダンサーのFUJIKENとSAKI夫妻がダンスの魅力を全力で伝える!ダンス初心者も一緒にダンスを楽しむ!緒方ゆいが進行する。
「えがおでいただきます」
園児たちの大好きなお弁当の中身はな～に?園児が大好きなお弁当を紹介する。（金曜から月曜日に異動。休止中。2024年4月再開。）
「サウナ道」（2021年2月17日 - ）※不定期
サウナーでコメンテーターの筒井則行がサウナ道を弟子入り志願した二人ないし三人に伝授する。
「ゴジカル!ほかほか!ローソン厨房」※不定期
ローソン店内キッチンで作るまちかど厨房の商品を紹介する。また、ローソンから新発売の冷蔵商品と冷凍商品を紹介する。

### 木曜日
「シャベルズのいってみよ!!」（2024年4月 - ）
シャベルズが県内各地のローカルな話題を地元の人に教えて貰い、シャベルズの視点で面白おかしく分析!何はともあれ、いってみよ!!
「オガユイのきょう何たべる?」（2024年4月 - ）
おいしいもの大好き！緒方ゆいが県内各地の飲食店から生中継!お店自慢のおいしいものを食べつくす!
「石井のきょう何たべる?」（2024年5月9日 - ）※不定期
おいしいもの大好き！石井隆智が県内各地の飲食店から生中継!お店自慢のおいしいものを食べつくす!緒方アナが代打MCまたは出張や夏休み等で欠席の場合のみのコーナー。
「JA共済presents笑味ちゃん 野菜deクッキング」
「JA共済presents笑味ちゃん通信（2期目）」の後継企画で、管理栄養士でフードコーディネーターの元木美咲が県内の旬の野菜を使ってクッキング!森本晴香が進行する。JAから視聴者プレゼントがある。
「ヴォルティス通信」
島川アナが徳島ヴォルティスの最新情報や試合結果、選手インタビューをアツく届け紹介する。2021年2月24日まで水曜日。2021年3月2日より火曜日に移動。
「住職のありがたい英語」（2024年4月 - ）
大日寺の大栗住職がありがた～い法話をコンパクトに紹介！留学経験豊富な住職が得意の英語で有難い話を締めくくる!
「陽水の夢の中へ」
シンガーソングライターの井ノ上陽水が各地のお泊りできる宿を起点にその周辺をぶらり散策!お風呂に入って、食べて、寝て…最後は即興の歌で気分よく夢の中へ誘います!宿泊施設から視聴者プレゼントがある。（2024年9月までは金曜日）

### 金曜日
「くらしの泉」
加渡いづみが暮らしとお金の気になる話題を分かりやすく紹介する。（2021年3月までは水曜日、2021年4月から金曜日、2024年4月からは火曜日に変更。2024年10月からは金曜日に変更）
「本日の手みやげ」
誰しも、とっておきな人に渡したい、とっておきの手土産があるはず…。あなたのおすすめの手土産は何ですか?アナウンサーやレギュラーコメンテーター、ゲストコメンテーターが手土産を紹介する。
「週末おでかけ　ここえ～で～」
徳島県内&その周辺の県のおすすめスポットを紹介する。
「推理・想像・運まかせ!ゴジカル検定」（2022年8月 - ）
四国放送アプリがリリースされたのに合わせてスタート。ゴジカル出演者の個人的エピソードや過去の放送内容から3択クイズを出題し、四国放送アプリで回答を受け付ける。（受け付けは正解発表直前まで）。参加すれば1ポイント、正解なら5ポイントGET。さらに正解者の中から抽選で1名に週替わりのプレゼントが当たる。2023年3月いっぱいまでは水曜日のコーナーだった。
「ゴジカル!中継」（2021年4月16日 - ）※不定期

「そごう前中継（週末イベント情報）」または、「四国放送玄関ロビー中継（週末イベント情報）」※休止中
様々な団体によるイベント告知。

### 不定期
「＋１エクササイズ」
フィジカルトレーナーの稲垣宗員が運動不足を解消しよう!簡単にできるエクササイズを紹介。
「ゲストのみなさんに聞きたい!カードでトーク!」
ゲストが10枚のカードの中からカードを引いて、カードに書かれたテーマに沿ってトークをするコーナー。
「Life is Flowers 暮らしに花を」（2018年4月9日-）※コーナー開始当初隔週月曜
簡単でオシャレなフラワーアレンジをプロのフローリストの吉田直志に学びます。アナウンサー（過去に長谷川アナ、大坪アナ）が進行する。
「日本列島お取り寄せ紀行」
全国の日本テレビ系列各局がその地方の絶品お取り寄せグルメを紹介する。過去に毎年春と秋の期間限定で放送される企画であった。同企画放送時には「特選うどん遍路」は休止になる。
「きょうの1曲」（2024年 - ）
ヒットソングをなつかしの映像とともにお届け！
「こだわりのイッピン ～ふるさと応援プロジェクト～」
中四国が誇る個性豊かな“こだわりのイッピン”を紹介するコーナー。イッピンに込められたストーリーや作り手の想いに迫ります。まだあなたの知らないイッピンに出会えるかもしれません。
「特選うどん遍路」
特選うどん遍路は、西日本放送（香川・岡山地区）で『RNC news every.』の月曜コーナーとして放送されているものである。リポーター奥田麻衣が香川県内の讃岐うどん店を紹介する。
「ブーム到来!楽しい!可愛い!おみくじ&お守り特集」（2021年12月14日 - ）
コメンテーターであり四星球シンガーである北島康雄と島川アナが神社仏閣のおみくじやお守り、ガチャガチャを巡る。（2021年12月14日、2022年2月1日、2022年12月13日、2024年3月21日）
「住まいるニュース」
「ごじまんムービー」（月1回）
毎回設けられるテーマに沿って動画を募集。四国放送の動画投稿サイト「JRTけんみんBOX」にて投稿を受け付ける。
「ゴジカル!版春のパンまつり」（年1回春）

「ゴジカル!4色クイズ」
毎年春と秋の改編期に各1週間実施。出題されるクイズは4択。データ放送のリモコン4色ボタンで選択する。
「ゴジカル!春のクイズまつり!!」「ゴジカル!秋のクイズまつり!!」
毎年春と秋の改編期に各1週間実施。出題されるクイズは3択または2択。専用電話番号に電話で応募する。

## 過去のコーナー

### 月曜日
- デタトコ中継　駅前キャラバン（ - 2010年3月） - 榎本が白のジャケット姿で県内の駅前を回ってぶらぶらするコーナーで、携帯電話のカメラ機能とGPSを利用していた。次の行き先はくじで決めていた。
- デタトコ中継　公園キャラバン（2010年4月 - ） - 「デタトコ中継　駅前キャラバン」の後継企画で、榎本が白のジャケット姿で県内の公園を回ってぶらぶらするコーナーで、これも「駅前キャラバン」と同様に携帯電話のカメラ機能とGPSを利用していた。また、同様に次の行き先はくじで決めていた。
- ともかのぐるっとめぐりあい（2016年3月28日 - ） - 「森本真司のおジャマしま〜す」の後継企画で、北海道出身の長谷川アナが、徳島県内の魅力を発見するため自らロケに出向く。
- 今日のコラム! - 原田剛が政治などにもの申すコーナー。
- たけぴのHEY MEN（2009年4月6日 - 2011年9月26日） - 原田剛が麺類の店を、店主→店主→店主…とつなげていくコーナー[要追加記述]。2011年10月から、キャンパスボーイにバトンタッチした。
- なんでもランキング5 - 様々なものをランキング形式で発表するコーナー。
- トレンド最前線
- こちらゴジネット販売部 - 榎本がゴジネット販売部の主任販売員となり、様々なジャンルの商品を紹介する。
- 榎本真也のゴジカフェ（ - 2014年3月） - コック姿の榎本がスイーツやパンの情報を紹介する。静止画と紙で伝える。
- 森本晴香のゴジカフェ（2014年4月 - 2015年3月） - 「榎本真也のゴジカフェ」の後継企画で、メイド姿の森本晴香がスイーツやパンの情報を紹介する。
- ゴジカル!スイーツ研究部（2015年4月13日 - 2017年3月13日） - 「森本晴香のゴジカフェ」の後継企画で、徳島県内のスイーツ情報とともに森本晴香ふんするスイーツ研究員が、毎回"ある"研究テーマに沿ってスイーツの裏側を探求する。
- キャンパスボーイのキャンパる×キャンパる（2012年 - 2014年9月22日）
- 森本真司のニュースエクステンダー（2017年4月17日 - ）コンバージョンレンズの一種である「エクステンダー」を使うようにニュースをより分かりやすく、かつ詳しく解説する。
- えがおでいただきます（金曜から月曜日に異動。） - 園児が大好きなお弁当を紹介。
- 知ってて当然!当てて当然!ゴジカル!当たり前クイズ　（ - 2022年9月いっぱい）視聴者が豪華商品が当たるパネルめくりゲームに挑戦するコーナー。ハガキやメール、ホームページ上で応募（毎週リセットされる）した視聴者にスタジオから電話をかけ、5回コール以内で本人が出たら挑戦できる。まず、簡単な3択クイズが出題され、それに正解すると「ゴジカル当たり前!? クイズ」と書かれた4枚の「プレゼントパネル」をめくるゲームに挑戦できる。クイズは間違えた場合も救済される。4人の出演者がプレゼントパネルを持ち、4人の出演者の名前を言ってパネルをめくっていき、出た商品を積み立てていく。近年は、出演者陣の名前がわからないことも目立ったため、出演者名のプレートをパネルの左上に留めている。パネルの内容は、「肉勢ギフト」[17]（肉勢くろうしのすき焼き用あるいは焼き肉用（季節によって異なる）和牛肉もしくは肉勢の商品券（どちらか好きな方を5000円分））、「おもぞうタオルハンカチ」、「ゴジカル!オリジナルタンブラー」、「没収デビル」（悪魔の姿をした榎本真也[18]）が各1枚。途中でストップをかければめくったパネルの分の商品を貰える。「没収デビル」をめくってしまうとゲームオーバーで商品はすべて没収となり、残念賞として番組オリジナルステッカーが貰える。
- 谷田成吾球団代表のインディゴ・アイ」（2021年3月29日 - ） - 谷田成吾球団代表が徳島インディゴソックスの最新情報を紹介する。谷田が徳島インディゴソックスを退団した為、番組を卒業。

### 火曜日
- キャンパスボーイのHEY MEN（2011年10月 - 2012年1月17日） - 「たけぴのHEY MEN」の後継企画で、キャンパスボーイが麺類の店を、店主→店主→店主…とつなげていくコーナー[要追加記述]。
- 週刊テレビタウトク - 徳島の情報誌『タウトク』に準拠したコーナー。
- あわわでジンジン
- あわわDEゴチかる!
- ゴチかる! - 遠藤・豊成・大坪などのアナウンサーが番組の生放送中に飲食店を訪問し、おすすめメニューをいただく[19]。コーナーの最後には来店の証として「認定証」（その時訪問したアナウンサーによって異なる[20]）が店主に渡される。2016年5月10日放送分から、徳島県のローカルグルメガイドブックたべのんとのコラボをスタート、掲載されている店舗を中心に紹介、コーナーの最後に「たべのん」についての告知をするようになった。（コロナ感染拡大に伴い、コーナー及びたべのんとのコラボも休止となり、再開後もたべのんとのコラボは行われていない）
- デタトコ中継
- めばえ - 徳島県内で出生した1歳以下の赤ちゃんが両親と共に登場するVTRを、熊木杏里の楽曲「誕生日」に乗せて紹介するコーナー。四国放送と同じく日本テレビ系列に属する読売テレビが幹事局を務める企画ネット形式の箱番組『めばえ』の徳島県版に当たる。
- 簡単エクササイズ
- とれトレ - そごう徳島店の催し物やイチオシ情報を紹介する。そごう徳島店完全閉店に伴い終了。
- トクシィ便り（2019年4月16日 - 2021年3月29日）※不定期 - 徳島市の広報番組。 以前は日曜11:50 - 11:55に『マイシティとくしま』として放送されていた。トクシィと福井アナ、戸田アナが担当。
- より道万歳!道の駅巡り（2022年4月12日 - 2024年1月30日）
シャベルズが徳島県内の道の駅や海の駅を巡って名物グルメや設備などのイチ押しポイントを紹介していく。第1回は道の駅公方の郷なかがわ。最終回は道の駅どなり。

### 水曜日
- ゴジカル!ぶらり旅（ - 2013年9月25日） - 保岡が県内の様々な場所へ完全ノーアポイントで出向き、地域の人々と交流する。
- 森本真司のおジャマしま〜す - 「ゴジカル!ぶらり旅」の後継企画で、森本が県内の様々な場所へ完全ノーアポイントで出向き、地域の人々と交流する。
- いまナニさんぽ -  「ともかのぐるっとめぐりあい」の後継企画で、徳島県初心者の大坪アナが県内各地をお散歩して、出会う人に今ナニをしているのか聞いてまわると共に徳島の魅力を発見していく。ナレーターは保岡アナ。VTR中に流れるBGMとして「はっぴいえんど」の曲「風をあつめて」が数多く流れている。
- 徳島ハンター - 徳島の知られざる歴史にスポットを当て、森本真司がディレクターと一緒に探訪・調査する。2016年4月13日から「橋」というタイトルで徳島に存在する橋を巡る。[21]
- めざせ!GTA〜す
- 週刊春子ニュース（2022年4月6日 - ）豊成アナが2022年3月まで出演していた「ラジオ大福」でも行われていたコーナー。専属キャスターの「春子るん♡」が豊成アナが最近体験したことをニュース風に伝える。タイトルは「週刊」だが徐々に「月刊」ペースになり自然消滅したが、2022年最後の放送で「年刊春子ニュース」として一度だけ復活した。
- 葉月の美文字レッスン（2017年10月 - ）（木曜から月曜に変更、月曜から水曜に変更） - パネラー陣にお題の字をペンで書いてもらい、「美文字」と「汚文字」それぞれのNo.1を決める。汚文字No.1になった人にはその場でマンツーマンの指導を行う。
- ベストヒットゴジカル（月曜から水曜日に異動。） - 大坪アナが四国放送レコード室調べのシングル・アルバムランキング（週替わりでどちらか。また、「週間ランキング」の時と「月間ランキング」の時がある）トップ5を紹介[22]。

### 木曜日
- ニュース丸わかり（ - 2012年4月19日） - 全国のニュースについてコメンテーターとともに語るコーナー。初代キャスターの保岡と徳島大学の饗場教授がわかりやすく解説する。
- ゴジカル調査隊 - 榎本が視聴者からの質問や疑問に答えるべく調査を行う。
- なんでもベスト5 - 様々なものをランキング形式で発表するコーナー。
- ピックアップジャーナル
- オシャレ道場 - 中山アナが進行。
- オシャレ道場一直線 - GTAが進行。
- 目指せ!ファッショニスタ
- 雑貨LIFE - GTAが可愛い雑貨紹介
- ゴジトーク! - 「移住者のホンネ」。[23]
- ゴジ漫（2013年4月18日-）
- ゴジカルチャー - 身近な情報をピックアップして紹介する。
- AZのイラスト予報（ - 2021年3月25日）（火曜から木曜に変更） - 数秘術を使った占いに基づいてこれからの一週間のラッキーアクションやラッキーカラーなどをイラストで紹介する。（2017年10月より火曜日に変更）
- ゴジカル中継!えま、会いにゆきます。（2020年7月 - 2021年3月18日） - 江間アナが様々な分野で活躍する人に会いに行き、生中継でレポートする。このコーナーでは江間アナは「ぼっちゃん」と呼ばれている。
- ゴジカル!中継はせ、参じる（2021年4月1日 - 2024年3月） - 「ゴジカル中継!えま、会いにゆきます。」の後継企画で、セカンドストーリー長谷川が様々な分野で活躍する人に会いに行き、生中継でレポートする。このコーナーでは長谷川が最後に川柳を発表する。
- マリスタグラム（2020年6月4日 - 2023年3月いっぱい） - コメンテーターの犬伏まりが料理のレシピやファッション情報などをインスタグラム調に紹介する。
- LOVEメシ（2021年4月2日 - 2023年3月いっぱい） - （2022年4月7日からは金曜から木曜に変更）金曜レストランに代わって始まった料理コーナー。金曜時代は隔週で豊成春子、島川未有が担当　木曜に変更になったのに合わせて豊成アナのみになり、わたをに代わって大杉まやが加わった。
- MARUTAKA CHANNEL（2023年4月 - 2024年8月1日、2025年3月14日） - コメンテーターの丸高愛美が料理のレシピやファッション情報、家族の生活の1ページをYouTubeの動画風に紹介する。

### 金曜日
- 武田真由美の節約料理 - 安く作れる節約料理を初代キャスター渡辺とともに調理する。
- 田中美和のスマイルクッキング（2010年10月1日-2017年9月29日） - 武田真由美の節約料理に代わって始まった料理コーナー。フードコーディネーターの田中美和が進行役を務める料理コーナー。調理はスタジオでは行われず、編集されたものが放送される。
- 金曜レストラン（2017年10月6日-2021年3月19日） - 田中美和のスマイルクッキングに代わって始まった料理コーナー。塩野昭一と中山アナ（前任者は長谷川アナ）または、野村みどりと江間アナが進行役を務める料理コーナー。
- ラジコ通信 - 四国放送ラジオの番組情報を紹介する。
- そごう前中継（週末イベント情報）（または、四国放送玄関ロビー中継（週末イベント情報）） - 様々な団体によるイベント告知。
- ズバッと解決！長谷兵衛がゆく（2020年6月26日 - ）※不定期
- 笑味ちゃん天気予報（2022年4月 - 2023年3月) - :森本晴香（フリーアナウンサー）が進行。このコーナーのみ出演。2022年3月まで木曜にやっていた「笑味ちゃん通信」をリニューアル。県内のJAを巡り、旬の農産物や食と共に週末の天気を紹介。
- 突撃イオン中継（ - 2024年3月） - セカンドストーリー長谷川が、イオンモール徳島から行う生中継。来客にいきなりインタビューしたり、店内のおすすめ情報を紹介したりする。

### 月曜日 - 金曜日
- ケンミンのセンタク - 県民に四択の質問（場合によっては三択）をネットで募集し、投票する。

### 不定期
- ともかのトレンドCATCH!
長谷川アナがトレンド情報をリポートする。
- みゆみゆのはじめてのわいふぁい
島川アナがWi-Fiの活用例を自ら体験してリポートする。
- ゴジ×スマ（月1回）
スマホなどのIT情報を紹介する。2019年4月からは遠藤アナが担当、シニア向けにシフトした。
- 顔ヨガbeautyレッスン（2018年4月2日 - ）※コーナー開始当初隔週月曜
- Life with Flowers～暮らしに花を～（2018年4月9日-）※コーナー開始当初隔週月曜
:大坪アナ（前任者は長谷川アナ）が進行。
- ノーマンの何でもええ会話 - ノーマン・ワイトが先生となり、様々なテーマで英語の授業をする。（2017年4月3日まで月曜日。2017年4月28日から金曜日に変更）

## ゴジカル!タレントアカデミー（GTA）
四国放送でリポーターやモデル、タレントとして活躍できる人材を育成するもので、毎年12月に徳島県内に住む16歳から25歳までの方を対象に一般公募を行なっている。毎年1月から3月まで研修を行う。新メンバーは毎年4月上旬に番組でお披露目されることが慣例となっている。5期生（2015年募集2016年採用）募集を最後に募集されていない。主なOGは、木戸弥生（1期生、ファッションモデル・俳優）・福富弥生（1期生、シンガーソングライター）・正木麻由（1期生、元高知さんさんテレビアナウンサー）。

## ゴジカル!グルメ
サークルKサンクスとの共同企画で、同社とともに徳島の食材を使った弁当やハンバーガーを考案。この企画で考案された商品は、2011年から毎年1月もしくは2月に2週間の期間限定で販売され、徳島県内のサークルKサンクスの全店で購入できる。
- ゴジカル!弁当（2011年1月25日（火）から同年2月7日（月）まで販売。）
- ゴジカル!バーガー（2011年1月25日（火）から同年2月7日（月）まで販売。）
- ゴジカル!弁当（2012年）
- ゴジカル!バーガー（2012年）
- ゴジカル!ロール（2012年）
- ゴジカル!グルメゴジカル!手まり風おにぎり弁当（2013年2月5日（木） から 同年2月18日（月）まで販売。）
- 和風二人三脚ゴジカル!弁当（2014年2月4日（木） から 同年2月17日（月）まで販売。）
- ゴジカル!秋の徳盛弁当（2014年11月4日（木） から 同年11月17日（月）まで販売。）
- ゴジカル!た～んともりもり弁当（2015年11月5日（木） から 同年11月23日（月）まで販売。）
- ゴジカル!ホットサンド（金時豆＆チーズ ）（2015年11月5日（木） から 同年11月16日（月）まで販売。）
- ゴジカル!パニーニ（フィッシュカツ）（2015年11月17日（火） から 同年11月23日（月）まで販売。）

## 特別番組
ゴジカル!四国放送まつり Special
2011年の四国放送まつりは、10月1日と2日にあすたむらんど徳島で開催。10月1日の12:00から13:00まで公開生放送を行った。
2012年の四国放送まつりは、9月22日と23日に同会場で開催。9月22日の12:00から13:00まで公開生放送を行った。
2013年の四国放送まつりは、9月22日と23日に同会場で開催。9月22日の12:00から13:30まで公開生放送を行った。
2014年の四国放送まつりは、10月12日に同会場で開催。（13日は、台風19号接近に伴い中止。）10月12日の12:00から13:30まで公開生放送を行った。
2015年の四国放送まつりは、10月17日と18日に同会場で開催。10月17日の12:00から13:30まで公開生放送を行った。
2016年の四国放送まつりは、10月15日と16日に同会場で開催。10月16日の12:00から13:30まで公開生放送を行った。
2017年の四国放送まつりは、9月23日と24日に同会場で開催。9月23日の12:00から13:30まで公開生放送を行った。
2018年の四国放送まつりは、9月29日に同会場で開催（30日は、台風24号接近に伴い中止。）。9月29日の12:00から13:30まで公開生放送を行った。
2019年の四国放送まつりは、9月28日と29日に同会場で開催。9月28日の12:00から13:30まで公開生放送を行った。
2020年の四国放送まつりは、9月26日と27日に同会場で開催予定であったが、新型コロナウイルス感染症 (2019年)の影響で中止となった。

## 使用曲

### オープニングテーマ
※（）内の数字はJASRAC作品コードを表す。
| 期間            | 番組テーマ曲    | 備考 |
| --------------- | --------------- | ---- |
| 2008年9月29日 - | COOLON 「&Joy」 |      |

### エンディングテーマ
※（）内の数字はJASRAC作品コードを表す。
| 期間                           | 番組テーマ曲                   | 備考   |
| ------------------------------ | ------------------------------ | ------ |
| 2008年9月29日 - 2012年12月26日 | COOLON 「&Joy」                |        |
| 2013年1月8日 - 2019年9月20日   | 皆谷尚美 「恋するゴジカル」    | [ 24 ] |
| 2019年9月24日 - 2020年4月30日  | JaaBourBonz 「アドベンチャー」 | [ 25 ] |
| 2020年5月1日 - 2020年5月29日   | Maica_n 「Go my way」          | [ 26 ] |
| 2020年6月1日 - 2025年3月28日   | JaaBourBonz 「アドベンチャー」 |        |
| 2025年3月31日 -                | Maica_n 「わかってくれない」   | [ 27 ] |